# 长州征讨
长州征讨是指日本江户时代后期江户幕府与长州藩之间的兩次战事，亦称长州征伐、长州出兵、幕长战争、征长之役、长州战争等。
第二次长州征讨也被称作第二次幕长战争，又因幕府军由四个方向进攻，长州方面也将之称作四境战争。

## 第一次长州征讨
江户时代后期，长州藩尊王攘夷的倒幕思想盛行，因此长州藩图谋改變京都的政局。然而在1863年（文久3年）以公武合体派的公家、萨摩藩、会津藩、桑名藩和一桥派发起的八月十八日政变为契机，长州势力被驱逐出京都。
1864年（元治元年），为求得对长州藩主父子的赦免，长州勢力聲稱不惜動用武力也要向天皇申冤，以恢复长州藩及藩主父子的名誉，於是長州軍隊向京都进军并引发了禁门之变。因此朝廷在7月23日以长州藩向京都御所开炮为由将长州立为朝敌，向幕府下达了征讨长州的敕命；幕府以前尾张藩主德川慶勝为总督，越前藩主松平茂昭为副总督，萨摩藩士西乡隆盛为参谋，聚集了36个藩的15万士兵向长州进军。
另一方面，长州藩内部在下关战争后，出现了意见分歧；保守派（俗论派）掌握了政权，以致战事陷于不利處境。最终，长州军接受由幕府军西乡隆盛提出的条件，禁門之变責任者之三家老（國司信濃、益田右衛門介、福原越後）切腹、三條實美等五卿移轉至他藩并拆毁山口城，结束了第一次长州征讨。

## 第二次长州征讨
1865年（庆应元年），高杉晋作等发动政变，打倒了控制长州政事的保守派（俗論派），成立了倒幕派政权（功山寺举兵）。高杉等人采用西洋军制，進口並装备以新式武器，进行了军事改革。同時幕府保守派急於鞏固八一八政變及第一次征讨勝利後重建的聲威，派老中阿部正外和松前崇廣去京都試圖將宮廷的衛戌部隊換成他們帶去的幕府常規軍，卻受到了以德川慶福為首的人士的抗拒；而此時長州藩的倒幕派重掌藩政可以說正給了他們一個走出這種進退兩難境地的藉口。
幕府保守派認為，一旦第二次長州征討勝利，不僅能鞏固幕府的聲威，而且尤其能在京都宮廷重新確立主導地位。因此，第14代将军德川家茂决定再次征讨长州。3月6日，幕府正式宣佈征討開始。然而由於內有尾張藩、福井藩、廣島藩、福岡藩、土佐藩等大名不與配合及刻意阻撓（一個原因是在法國的支持和幕府的有意利用下，各大名恐懼幕府藉此機會重建一個侵奪地方權力的中央集權制度），薩摩藩更與長州藩成立聯盟，外有英國支持薩長、外國艦隊駛進大阪灣（京都附近水域首次受到「玷污」），加上親皇派德川慶喜與宮廷公卿的活動與經濟不支強制借貸帶來的民眾不滿，駐留在大阪的幕府軍直到一年多之後的1866年7月18日才開動。
虽被称作四境战争，但是幕府本打算發兵五路进攻，只是這次的萨摩藩已經與長州藩達成經由土佐藩脱藩的坂本龙马及中岡慎太郎秘密策畫的萨长盟约，因此拒绝出兵。此时长州一边拖延与幕府军的谈判，一边进行迎击的准备。
1866年（慶應2年）6月7日，以长州藩向幕府舰队控制的周防大岛的炮击为起点，13日在艺州、小濑川方向，16日在石州方向，17日在小仓方向，战事各自开始。长州方面指挥战斗的是在山口藩政府的合议制下进行的。
- 大島口（周防大岛方向），由幕府陆军的西式步兵队与松山藩的部队登岛进行占领。宇和岛藩拒绝了幕府的出兵命令。幕府海軍与高杉率领的舰队交战，遭到奇袭而败走。之后，世良修藏指揮的長州軍夺回大岛，并继续在岛内消灭幕府军残党，直至战争结束。
- 藝州口（艺州方向），长州藩、岩国藩的军队在小濑川将彥根藩以及高田藩的军队轻易击溃，之后与代替被击溃部队的幕府步兵队以及纪州藩的军队继续交战。后来战争进入了胶着状态。又及，艺州藩拒绝了幕府的出兵命令。
- 石州口（石州方向），大村益次郎指挥的（名义上的指挥官是清末藩主毛利元纯）长州军通过了持中立立场的津和野藩的领地向由德川庆喜的弟弟担任藩主的濱田藩进攻。18日，濱田城陷落。直到明治年间，濱田城及其领下的石见银山都由长州所控制。
- 小倉口（小仓方向），由总督小笠原長行指挥的九州诸藩同高杉晋作、山县有朋率领的长州藩在關門海峽交战数次。然而佐賀藩并未出兵，小笠原的指挥亦不当，各藩随时准备撤兵。当接到将军家茂逝去的报告时，小笠原也从战线脱离了。被孤立的小仓藩于8月1日在城内放火，向香春退却。此后虽然小仓藩与长州藩的战斗仍在继续，但实际上战局是以幕府军的全面潰败结束的。

而且由于各藩為防战事演变成长期战均戮力储备兵粮（米），以致市場米价高涨，全国各地因此发生了动乱。
虽然德川慶喜一开始亲自出阵、声称要扫平敌军，但接到小仓陷落的报告后受到打击，停止了进攻。再后来将军德川家茂病逝前更改讓德川慶賴的三歲兒子龜之助繼任將軍的計畫，向朝廷請求由德川慶喜接任將軍，並擔任此次長州征伐的統帥。慶喜接任後，明白形勢無望，9月24日晉見堅持要求討伐長州的孝明天皇，說明戰況並請求停止戰爭，朝廷才下达了停战诏书；9月28日，德川家茂的死訊方才正式對外公布。
最终，由胜海舟与长州的廣澤真臣、井上馨在宫岛进行会谈，达成了停战协议。

## 影响
第二次长州征讨的失利，使得幕府实力不再的事实为人所周知，同时幕府对长州藩以及萨摩藩的影响、干涉能力亦丧失殆尽。因此，有史料指出是此役的成败决定着德川幕府的續留與覆亡。

## 相关书籍
- 野口武彦『長州戦争 幕府瓦解への岐路』（中公新書、2006年）ISBN 4-12-101840-0
- 久住真也『長州戦争と徳川将軍 幕末期畿内の政治空間』（岩田書院、2005年）ISBN 4-87294-405-4

1. ↑  Donald Keeme. . : 107–109.
2. ↑  Marius Janson. .